# Hanna Schygulla
Hanna Schygulla , née le 25 décembre 1943 à Königshütte en Haute-Silésie, province alors allemande (aujourd'hui Chorzów en Pologne), est une actrice allemande, connue notamment par ses rôles dans des films de Rainer Werner Fassbinder, bien qu'elle ait joué pour de nombreux autres réalisateurs.

## Biographie

### Famille et formation

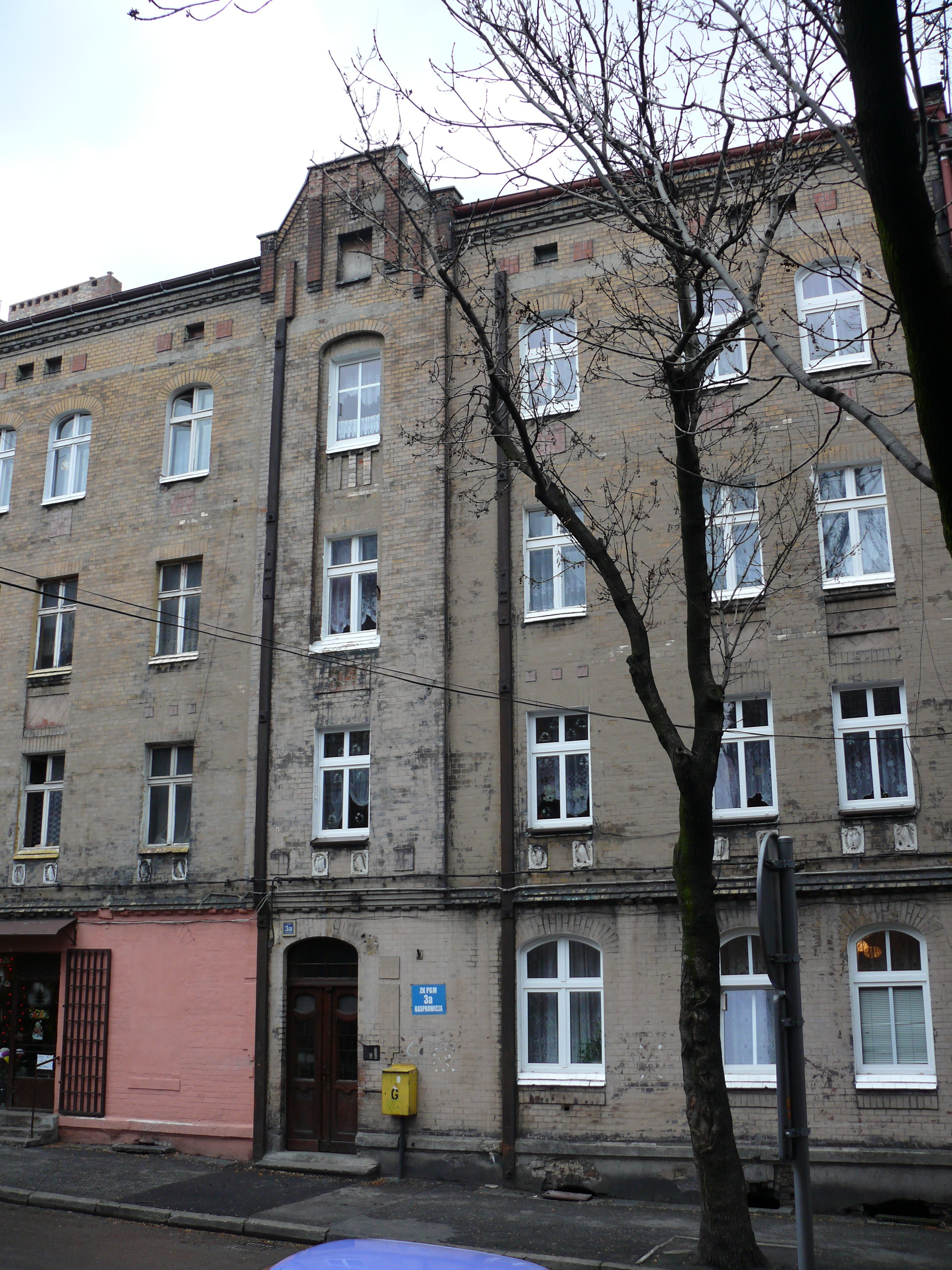
Maison natale d'Hanna Schygulla à Chorzów.

Née dans une famille modeste de Silésie, Hanna Schygulla passe la première partie de sa vie à Munich, en Bavière (Allemagne de l'Ouest). 
Après ses études secondaires, elle y étudie les lettres et la comédie.

### Carrière d'actrice
Elle tourne d'abord avec Jean-Marie Straub et Danièle Huillet (Scènes de chasse en Bavière, 1969), puis la même année dans trois films de Rainer Werner Fassbinder, dont elle devient l'égérie (L'amour est plus froid que la mort, 1969). Leur collaboration aboutit à une vingtaine de films, dont les plus célèbres sont Le Mariage de Maria Braun (1978), et Lili Marleen (1981). Mais Fassbinder meurt prématurément en 1982
Dès 1974, elle a tourné pour Wim Wenders dans Faux Mouvement, et par la suite tournera aussi sous la direction de Volker Schlöndorff, Ettore Scola, Jean-Luc Godard, Carlos Saura, Andrzej Wajda, Margarethe von Trotta, Amos Gitaï, Kenneth Branagh, Agnès Varda, Béla Tarr, Fatih Akın et Alexandre Sokourov. Marco Ferreri la filme dans L'Histoire de Piera, pour lequel elle obtient le prix d'interprétation féminine au festival de Cannes 1983, puis la rappelle pour Le futur est femme.
Outre le cinéma et le théâtre (Antiteater, de Bertolt Brecht), elle se lance dans la chanson et la poésie dans les années 1990.
Hanna Schygulla fait partie depuis sa création en 2013 du jury du prix franco-allemand des secteurs culturels et créatifs, institué par les ministères de l'Économie français et allemand à l’occasion du 50e anniversaire du traité de l'Élysée afin de promouvoir la coopération entre les entreprises françaises et allemandes dans le domaine culturel.
En 2018, elle est à l'affiche du film français La Prière de Cédric Kahn, en compétition au festival de Berlin 2018.
À 76 ans (2019), elle campe une magistrate à la retraite dans Tout s'est bien passé, film de François Ozon avec Sophie Marceau et André Dussollier sorti en 2021. Le cinéaste fait appel à elle un an plus tard pour Peter von Kant, où elle incarne un autre personnage que celui du film de Fassbinder, Les Larmes amères de Petra von Kant (1973).

### Vie privée
Francophone, Hanna Schygulla a vécu à Paris de 1981 à 2014. De 1982 à 1995, elle entretient une relation avec le scénariste français Jean-Claude Carrière.
À partir des années 1990, elle assure les soins de ses parents malades, qui résident toujours en Bavière ; c'est la raison pour laquelle elle est « sortie de la lumière des projecteurs » et de la vie commune avec Jean-Claude Carrière.
En 1991, lors d'un voyage à Cuba, elle fait la connaissance de l'actrice Alicia Bustamante, avec laquelle elle a ensuite travaillé et vécu.
En 2011, elle trouve un « second chez-soi » à Berlin, dans le quartier de Charlottenburg, dans une colocation avec deux personnes d'environ 30 ans de moins qu'elle. Elle s'installe définitivement à Berlin en 2014.
Elle se décrit comme une « personne passerelle » (2021).

## Filmographie

### Années 1960
- 1968 : Le Fiancé, la Comédienne et le Maquereau (Der Bräutigam, die Komödiantin und der Zuhälter) (court métrage) de Jean-Marie Straub et Danièle Huillet : Lucy
- 1969 : Scènes de chasse en Bavière (Jagdszenen aus Niederbayern) de Peter Fleischmann : Paula
- 1969 : Le Bouc (Katzelmacher) de Rainer Werner Fassbinder : Marie
- 1969 : Les Dieux de la peste (Götter der Pest) de Rainer Werner Fassbinder : Johanna Reiher
- 1969 : L'Amour est plus froid que la mort (Liebe ist kälter als der Tod) de Rainer Werner Fassbinder : Johanna

### Années 1970
- 1970 : Le Voyage à Niklashausen (Die Niklashauser Fahrt) de Michael Fengler (téléfilm) : Johanna
- 1970 : Rio das Mortes de Rainer Werner Fassbinder (téléfilm) : Hanna
- 1970 : Pourquoi monsieur R. est-il atteint de folie meurtrière ? (Warum läuft Herr R. Amok?) de Rainer Werner Fassbinder : Hanna
- 1971 : Pionniers à Ingolstadt (Pioniere in Ingolstadt) de Rainer Werner Fassbinder : Berta
- 1971 : Jakob von Gunten de Peter Lilienthal (téléfilm) : Lisa Benjamenta
- 1971 : Whity de Rainer Werner Fassbinder : Hanna
- 1971 : Prenez garde à la sainte putain (Warnung vor einer heiligen Nutte) de Rainer Werner Fassbinder : Hanna, actrice
- 1971 : Les Larmes amères de Petra von Kant (Die bitteren Tränen der Petra von Kant) de Rainer Werner Fassbinder : Karin Thimm
- 1972 : Gibier de passage (Wildwechsel) de Rainer Werner Fassbinder : la doctoresse
- 1972 : Le Marchand des quatre saisons (Händler der vier Jahreszeiten) de Rainer Werner Fassbinder : Anna Epp
- 1974 : Effi Briest (Fontane Effi Briest) de Rainer Werner Fassbinder : Effi Briest
- 1975 : Der Katzensteg de Peter Meincke (téléfilm) : Regine Hackelberg
- 1975 : Faux Mouvement (Falsche Bewegung), de Wim Wenders : Therese
- 1975 : Le Clown (Ansichten eines Clowns) de Vojtěch Jasný : Marie
- 1977 : Die Dämonen de Claus Peter Witt (mini-série télévisée) : Darja Scvhatowa
- 1978 : Le Mariage de Maria Braun (Die Ehe der Maria Braun) de Rainer Werner Fassbinder : Maria Braun
- 1979 : La Troisième Génération (Die dritte Generation) de Rainer Werner Fassbinder : Susanne Gast

### Années 1980
- 1980 : Berlin Alexanderplatz de Rainer Werner Fassbinder : Eva
- 1981 : Lili Marleen de Rainer Werner Fassbinder : Willie
- 1981 : Le Faussaire (Die Falschung) de Volker Schlöndorff : Ariane Nassar
- 1982 : Antonieta de Carlos Saura : Anna
- 1982 : La Nuit de Varennes (Il mondo nuovo) d'Ettore Scola : comtesse Sophie de la Borde
- 1982 : L'Amie (Heller Wahn) de Margarethe von Trotta : Olga
- 1982 : Passion de Jean-Luc Godard : Hanna
- 1983 : L'Histoire de Piera (Storia di Piera) de Marco Ferreri : Eugenia
- 1983 : Un amour en Allemagne (Eine Liebe in Deutschland) d'Andrzej Wajda : Paulina Kropp
- 1984 : Le futur est femme (Il futuro è donna) de Marco Ferreri : Anna
- 1985 : The Delta Force de Menahem Golan : Ingrid l'hôtesse de l'air
- 1986 : Barnum de Lee Philips (téléfilm) : Jenny Lind
- 1986 : Pierre le Grand (Peter the Great) de Marvin J. Chomsky (mini série télévisée) : Catherine Skevronskaya
- 1987 : Casanova de Simon Langton (téléfilm) : la mère de Casanova
- 1987 : Miss Arizona de Pál Sándor : Rozsnyai Mici
- 1987 : Prise (Forever, Lulu) d'Amos Kollek : Elaine
- 1988 : El verano de la señora Forbes de Jaime Humberto Hermosillo (téléfilm) : l'institutrice
- 1989 : Aventure de Catherine C. de Pierre Beuchot : Fanny Hohenstein

### Années 1990
- 1990 : Abrahams Gold de Jörg Graser : Barbara ''Bärbel'' Hunzinger
- 1991 : Golem, l'esprit de l'exil d'Amos Gitaï : l'esprit de l'exil
- 1991 : Dead Again de Kenneth Branagh : Inga
- 1992 : Warszawa, année 5703 de Janusz Kijowski : Stefania Bukowska
- 1993 : Madame Bäurin de Franz Xaver Bogner : tante Agathe
- 1993 : Aux petits bonheurs de Michel Deville : Lena
- 1993 : Mavi sürgün d'Erden Kiral : l'actrice
- 1994 : Golem, le jardin pétrifié d'Amos Gitaï : Michelle
- 1994 : Hey Stranger de Peter Woditsch : Tania
- 1995 : Les Cent et une nuits de Simon Cinéma d'Agnès Varda : la seconde ex-épouse de Mr Cinéma
- 1995 : The Sunset Boys (Pakten) de Leidulv Risan : Ewa Loehwe
- 1996 : Lea d'Ivan Fíla : Wanda
- 1996 : Milim d'Amos Gitaï : l'esprit de l'exil
- 1997 : Chronique de Pierre Maillard : la femme du restaurant
- 1998 : Black Out de Menelaos Karamaghiolis : Martha
- 1998 : Angelo nero de Roberto Rocco (téléfilm) : Eloide Prinzivalle
- 1998 : La Fille de tes rêves (La Niña de tus ojos) de Fernando Trueba : Magda Goebbels

### Années 2000
- 2000 : Seul Fassbinder comptait encore pour moi (Für mich gab's nur noch Fassbinder) de Rosa von Praunheim : elle-même
- 2000 : Les Harmonies Werckmeister (Werckmeister harmoniak) de Béla Tarr : Tünde Eszter
- 2001 : Absolitude (Suche orientalischen Mann) de Hiner Saleem (téléfilm) : Suzanne
- 2002 : Fenêtre sur l'âme (Janela da alma) de Joäo Jardim et Walter Carvalho: elle-même
- 2004 : Die blaue Grenze de Till Franzen (de) : Madame Marx
- 2004 : Terre promise (Promised Land) d'Amos Gitaï : Hanna
- 2005 : Le Voyage d'hiver (Winterreise) de Hans Steinbichler : Martha Brenninger
- 2006 : Das unreine Mal de Thomas Freundner (téléfilm) : Gerda Albrecht geb. Böhm
- 2007 : De l'autre côté (Auf der anderen Seite) de Fatih Akın : Susanne Staub
- 2008 : Stolberg, épisode Tod im Wald de Christine Hartmann : Marita Dennett
- 2009 : Princesse Tatare (Tatarskaya knyazhna) d'Irina Kviridkadze
- 2009 : Clara, une passion française de Sébastien Grall (téléfilm) : Clara[6]

### Années 2010
- 2011 : Faust d'Alexandre Sokourov : la femme du prêteur
- 2012 : Avanti d'Emmanuelle Antille : Suzanne
- 2013 : Specimens Slide (court métrage) de Christiaan Bastiaans : la femme en transit
- 2013 : Vijay and I de Sam Garbarski : la mère de Will
- 2013 : Ophelia (court métrage) de Sergei Rostropovich : la femme en transit
- 2014 : The Quiet Roar de Henrik Hellström : Eva
- 2016 : Tatort (série télévisée), épisode Wofür es sich zu leben lohnt d'Aelrun Goette : Catharina
- 2016 : Unless d'Alan Gilsenan : Danielle Westerman
- 2017 : Fortunata de Sergio Castellitto : Lotte
- 2017 : La lucida follia di Marco Ferreri d'Anselma Dell'Olio : elle-même (film documentaire)
- 2018 : La Prière de Cédric Kahn : sœur Myriam
- 2018 : Ad Vitam (série télévisée) de Thomas Cailley :
- 2019 : Le Mystère Henri Pick de Rémi Bezançon : Ludmila Blavitsky

### Années 2020
- 2021 : Los Espabilados (série télévisée) : Malena
- 2021 : Tout s'est bien passé de François Ozon : la dame suisse[7]
- 2022 : Peter von Kant de François Ozon[8] : Rosemarie
- 2023 : Pauvres Créatures (Poor Things) de Yórgos Lánthimos : Martha Von Kurtzroc

## Narration en voix off
- 2007[Quoi ?] : Les Aventures du prince Ahmed (1926), de Lotte Reiniger

## Théâtre
- 1999 : Moi...pas moi, d'après Je veux rester à la surface et Désir et permis de conduire d'Elfriede Jelinek et La Sainte Femme de Jean-Claude Carrière, mise en scène Matthias Fontheim, Margarethe von Trotta, Théâtre Nanterre-Amandiers
- 2003 : Protocoles de rêves, mise en scène Alicia Bustamante et Mikaël Serre (musique Jean-Marie Sénia) Festival Temps d'images, Teatro di Roma

## Publication
- (de) Wach auf und träume : die Autobiographie, Munich, Schirmer/Mosel, 2013  (ISBN 3829606583 et 978-3829606585)

## Discographie
- Hanna Schygulla chante / singt (1997) musique et accompagnement Jean-Marie Sénia
- Théâtre des Bouffes du Nord, Quel que soit le songe, musique et accompagnement Jean-Marie Sénia (piano)

## Distinctions

### Récompenses
- Berlinale 1979 : Ours d'argent de la meilleure actrice pour Le Mariage de Maria Braun
- Festival de Cannes 1983 : Prix d'interprétation féminine pour L'Histoire de Piera[9]
- Berlinale 2010 : Ours d'or d'honneur[9]
- Prix Rimbaud du cinéma d'honneur 2022

### Décorations
- 2011 : Ordre bavarois du Mérite

### Documentaires
- Hanna Schygulla, « Quel que soit le songe », film documentaire d'Anne Imbert, 2012
- Hanna Schygulla : une égérie libre, d’André Schäfer, Arte, 2021